# Páramo de Sumapaz
O Páramo de Sumapaz é o maior páramo do mundo. Está situado na província do Sumapaz, no departamento de Cundinamarca, no Distrito Capital de Bogotá, em Colômbia.

## Características gerais
Faz parte do mesmo sistema do páramo de Cruz Verde.
Com uma extensão de 178.000 hectares é o maior páramo do mundo. É uma das fontes hídricas mais importantes do país. Dentro de seu ecossistema habitam ursos de óculos, veados, águias e condores, além de outras espécies.
Aloja grande quantidade de lagoas, todas elas de origem glacial. Entre elas destacam: Lagoas de Boca Grande, Laguna Longa, Laguna Guitarra, Laguna Cajita, Lagoas de Chisacá. Adicionalmente, alberga um dos picos mais altos nas proximiades da capital o Cerro Nevado do Sumapaz com uma altura de 4306 m.

## História
O páramo de Sumapaz era considerado um lugar sagrado para os aborígenes muiscas. Foi associado com as forças divinas da criação e a origem do homem, um domínio onde os humanos não deveriam entrar.
Durante o século XVI, o aventurero e conquistador alemão Nikolaus Federmann conduziu uma expedição cruzando o Sumapaz, procurando o mítico tesouro do Dourado. O lugar foi nomeado pelo espanhóis "País do Nevoeiro" por causa das densas nuvens a nível superficial, que geram uma grande diminuição na visibilidade.
Em 1783, José Celestino Mutis liderou a Expedição Botánica, com o propósito de estudar a flora e fauna da região. No entanto, o páramo não foi visitado por suas difíceis condições climáticas. O naturalista Alexander Von Humboldt fez a primeira descrição do páramo e das plantas locais em 1801. Ele descreveu a presença de vales glaciais e associou as características da região com aquelas observadas na geomorfología alpina.
Durante o início do século XX, o naturalista espanhol José Cuatrecasas realizou importantes investigações do páramo. Outros cientistas que descreveram e estudaram o páramo de Sumapaz foram o colombiano Ernesto Guhl quem levou a cabo uma investigação de quase 3 décadas sobre as comunidades vegetais, e Thomas vão der Hammen.